# Марківці (Заслучненська сільська громада)
Ма́рківці — село в Україні, у Заслучненській сільській громаді Хмельницького району Хмельницької області. Розташоване на лівому березі річки Бужок, лівої притоки Південного Бугу. Населення становить 315 осіб.

## Історія
У 1906 році село Чернелевецької волості Старокостянтинівського повіту Волинської губернії. Відстань від повітового міста 34 верст, від волості 8. Дворів 110, мешканців 888.
Колишній орган місцевого самоуправління — Котюржинецька сільська рада.